# Furna
Furna (Reto-Romaans: Fuorn; Walserduits: Furnä) is een gemeente en plaats in het Zwitserse kanton Graubünden, en maakt deel uit van het district Prättigau/Davos.
Furna telt 226 inwoners.